# Scharffia rossi
Scharffia rossi är en spindelart som beskrevs av Griswold 1997. Scharffia rossi ingår i släktet Scharffia och familjen Cyatholipidae.
Artens utbredningsområde är Tanzania. Inga underarter finns listade i Catalogue of Life.